# Crymych
Crymych est un village et une communauté du Pembrokeshire, au pays de Galles.

## Toponymie
Crymych dérive de l'adjectif gallois crwm « courbé, fléchi » et fait référence à la situation du village près d'une courbe de la Taf. Il est attesté sous la forme Crymmych en 1584.

## Géographie
Crymych est situé dans le nord-est du Pembrokeshire, près de la frontière du comté voisin du Carmarthenshire, à l'extrémité orientale de la chaîne des Preselis. La Taf et la Nevern / Nyfer (en) prennent leur source à proximité du village. Il est traversé du nord au sud par la route A478 (en), qui le relie aux villes de Cardigan (à 12 km au nord) et Narberth (à 23 km au sud). Haverfordwest, le chef-lieu du Pembrokeshire, se trouve à une trentaine de kilomètres au sud-est.
La communauté de Crymych comprend aussi les villages et hameaux de Glandwr (en), Glogue (en), Hermon (en) et Llanfyrnach (en).

## Histoire
Foel Drygarn, une colline fortifiée de l'âge du fer, se trouve à proximité de Crymych.
Le village se développe autour d'un pub appelé Crymych (ou Crymmych) Arms. Sa croissance débute réellement à la fin du XIXe siècle, avec l'arrivée du chemin de fer dans la région. La Whitland and Taf Vale Railway (en) est construite en 1873 pour desservir les carrières d'ardoise de Glogue (en). Elle est prolongée jusqu'à la gare de Crymmych Arms (en) l'année suivante, puis jusqu'à Cardigan en 1886. Cette ligne compte parmi les victimes des Beeching cuts : elle est fermée au trafic de passagers en 1962 et au fret l'année d'après.

## Politique
Pour les élections locales, Crymych forme un ward (district électoral) avec la communauté voisine de Mynachlog-ddu. Ce ward élit un des 60 membres du conseil de comté du Pembrokeshire (en). Lors des élections locales de 2022, le siège de Crymych and Mynachlog-ddu est remporté par le candidat indépendant Shon Midway Rees.
Pour les élections à la Chambre des communes, Crymych appartient à la circonscription de Ceredigion Preseli depuis les élections générales de 2024.
Pour les élections au Parlement gallois, Crymych est rattaché à la circonscription de Preseli Pembrokeshire.

## Démographie
Au recensement de 2011, la communauté de Crymych comptait 1 739 habitants.

## Culture locale et patrimoine

### Lieux et monuments
La communauté de Crymych comprend 15 monuments classés, dont aucun ne se situe dans le village même.

### Jumelages
- Plomelin (France) depuis 1983[6]